# 개피속
개피속(--屬, 학명: Beckmannia 베크만니아[*])은 벼과의 속이다. 학명은 독일의 과학자인 요한 베크만의 이름에서 따왔다. 두 종을 포함하는 작은 속이며, 한국에 자생하는 것은 2종 중 1종인 개피(B. syzigachne)이다. 개피는 아시아와 아메리카에 분포하는 한해살이풀이며, 다른 한 종인 B. eruciformis는 아시아와 유럽에 분포하는 여러해살이풀이이다.

## 하위 종
- 개피 B. syzigachne (Steud.) Fernald
- B. eruciformis (L.) Host